# Dakota Johnson
Dakota Mayi Johnson, född 4 oktober 1989 i Austin i Texas, är en amerikansk skådespelare och modell. Dakota Johnson är dotter till skådespelarna Don Johnson och Melanie Griffith. Hon gjorde sin filmdebut vid tio års ålder med en liten roll i Crazy in Alabama (1999). Johnson blev avrådd från att fortsätta skådespela tills hon avslutade gymnasiet, varefter hon började provspela för roller i Los Angeles.  
Hon blev rollbesatt i en liten roll i Social Network (2010) och hade därefter biroller i 21 Jump Street, Goats och The Five-Year Engagement (alla 2012). År 2015 fick Johnson sin första huvudroll som Anastasia Steele i filmserien Fifty Shades (2015–2018), och nominerades till en Rising Star Award 2016.

## Privatliv
Johnson är i ett förhållande med musikern Chris Martin sedan oktober 2017.

## Filmografi (i urval)

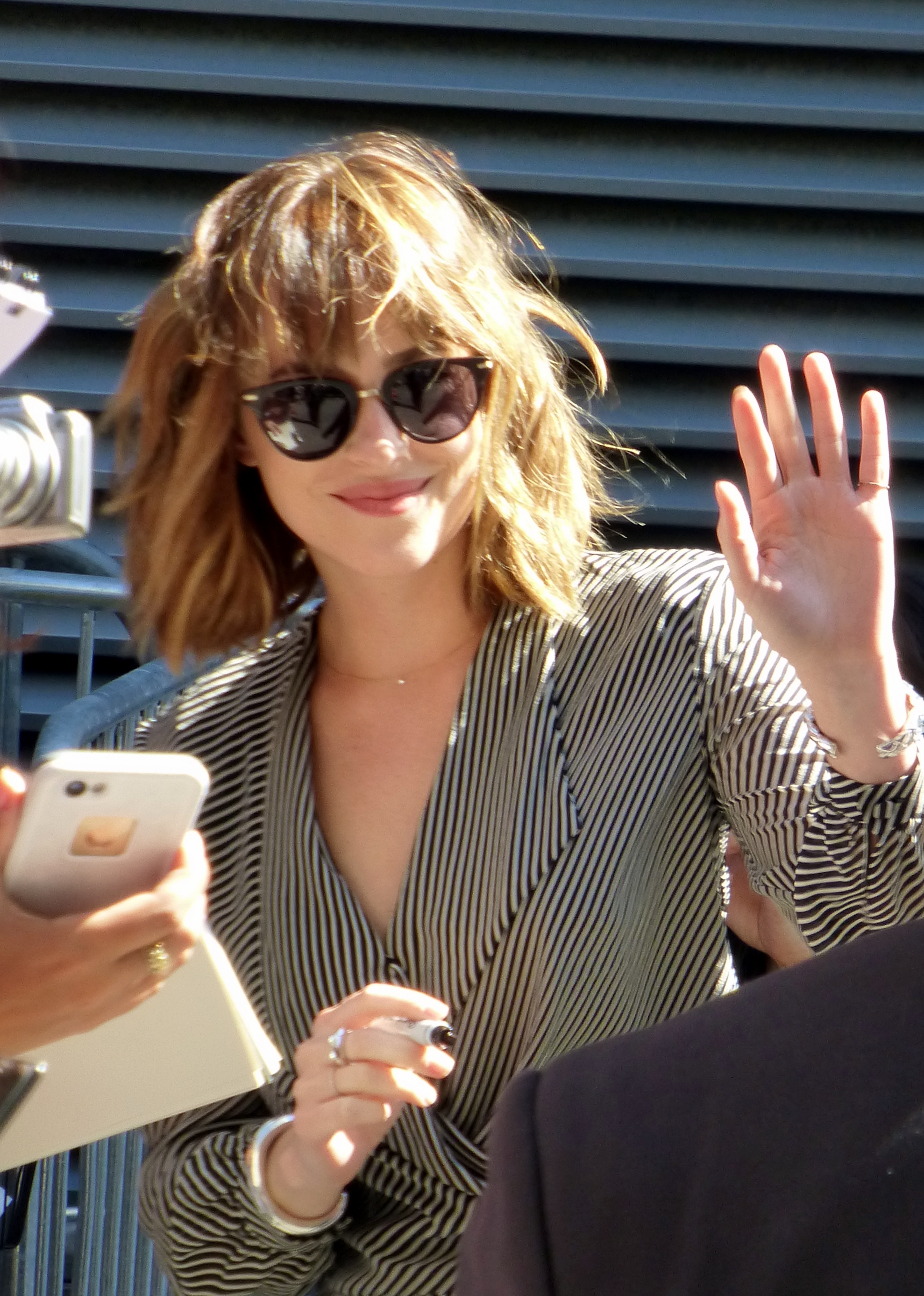
Dakota Johnson 2015.

### Filmer
| År   | Titel                      | Roll                   | Anmärkning                                                                                                |
| ---- | -------------------------- | ---------------------- | --- |
| 1999 | Crazy in Alabama           | Sondra                 | |
| 2010 | Social Network             | Amelia Ritter          | |
| 2011 | Beastly                    | Sloan Hagen            | |
| 2012 | For Ellen                  | Cindy Taylor           | |
| 2012 | Goats                      | Minnie                 | |
| 2012 | 21 Jump Street             | Fugazy                 | |
| 2012 | The Five-Year Engagement   | Audrey                 | |
| 2014 | Date and Switch            | Em                     | |
| 2014 | Need for Speed             | Anita                  | |
| 2014 | Cymbeline                  | Imogen                 | |
| 2015 | Fifty Shades of Grey       | Anastasia "Ana" Steele | Razzie Award för sämsta kvinnliga skådespelare Razzie Award för sämsta filmkombo (delad med Jamie Dornan) |
| 2015 | Chloe & Theo               | Chloe                  | |
| 2015 | Black Mass                 | Lindsey Cyr            | |
| 2015 | A Bigger Splash            | Penelope Lannier       | |
| 2016 | How to Be Single           | Alice Kepley           | |
| 2017 | Fifty Shades Darker        | Anastasia "Ana" Steele | |
| 2018 | Fifty Shades Freed         | Anastasia "Ana" Steele | |
| 2018 | Bad Times at the El Royale | Emily Summerspring     | |
| 2018 | Suspiria                   | Susie Bannion          | |
| 2019 | The Peanut Butter Falcon   | Eleanor                | |
| 2021 | The Lost Daughter          | Nina                   | |
| 2024 | Madame Web                 | Madame Web             | |

### Television
| År        | Titel               | Roll            | Anmärkning                               |
| --------- | ------------------- | --------------- | ---------------------------------------- |
| 2012–2013 | Ben and Kate        | Kate Fox        | 16 avsnitt                               |
| 2013      | The Office          | Dakota          | Avsnitt: "Finale"                        |
| 2015      | Saturday Night Live | Sig själv; värd | Avsnitt: "Dakota Johnson/Alabama Shakes" |